# توشیوکی تویوناگا
توشیوکی تویوناگا (انگلیسی: Toshiyuki Toyonaga; ۲۸ آوریل ۱۹۸۴ – ) بازیگر، صداپیشگی در ژاپن، خواننده، و بازیگر خردسال اهل ژاپن بود. وی از سال ۱۹۹۵ میلادی تاکنون مشغول فعالیت بوده‌است.